# Élisabeth Bouscaren
Pour les articles homonymes, voir Bouscaren.
Élisabeth Bouscaren (née le 8 janvier 1956) est une mathématicienne française qui travaille dans les domaines de la géométrie algébrique, l'algèbre et la logique mathématique (théorie des modèles).

## Formation et carrière
Bouscaren a obtenu son doctorat en 1979 à l'Université Paris-Diderot (Paris VII) et son habilitation en 1985. À partir de 1981, elle a travaillé au Centre national de la recherche scientifique (CNRS) jusqu'en 2005, date à laquelle elle part à l'Université Paris-Sud (Paris XI). Depuis 2007, elle occupe le poste de directrice de recherche au CNRS. 
Elle a été chercheuse invitée à l'Université Yale, à l'Université Notre-Dame-du-Lac et au Mathematical Sciences Research Institute (MSRI) et a publié un livre sur la preuve d'Ehud Hrushovski de la conjecture de Mordell-Lang. Elle a été conférencière invitée à la session de logique du Congrès international des mathématiciens de 2002 à Pékin, avec une conférence intitulée « Groups interpretable in fields ».
En 2020 elle est Gödel Lecturer, avec une conférence intitulée « The ubiquity of configurations in Model Theory ».

## Sélection de publications
- Elisabeth Bouscaren, Logic Colloquium 2000, vol. 19, Urbana, IL, Association for Symbolic Logic, coll. « Lecture Notes in Logic », 2005, 3–31 p. (MR 2143876)
- E. Bouscaren et F. Delon, « Groups definable in separably closed fields », Transactions of the American Mathematical Society, vol. 354, no 3,‎ 2002, p. 945–966 (DOI 10.1090/S0002-9947-01-02886-0, MR 1867366)
- E. Bouscaren et F. Delon, « Minimal groups in separably closed fields », Journal of Symbolic Logic, vol. 67, no 1,‎ 2002, p. 239–259 (DOI 10.2178/jsl/1190150042, MR 1889549)
- Élisabeth Bouscaren, « Théorie des modèles et conjecture de Manin-Mumford (d'après Ehud Hrushovski) » [« Model theory and the Manin-Mumford conjecture (following Ehud Hrushovski) »], Astérisque, no 276,‎ 2002, p. 137–159 (MR 1886759), Séminaire Bourbaki 1999/2000
- Model Theory and Algebraic Geometry: An introduction to E. Hrushovski's proof of the Geometric Mordell–Lang Conjecture, vol. 1696, Berlin, Springer-Verlag, coll. « Lecture Notes in Mathematics », 1998 (ISBN 3-540-64863-1, DOI 10.1007/978-3-540-68521-0, MR 1678586)
- E. Bouscaren et E. Hrushovski, « On one-based theories », Journal of Symbolic Logic, vol. 59, no 2,‎ 1994, p. 579–595 (DOI 10.2307/2275409, MR 1276634)